# Grande Prêmio do Japão de 2009
Resultados do Grande Prêmio do Japão de Fórmula 1 realizado em Suzuka em 4 de outubro de 2009. Décima quinta etapa do campeonato, foi vencido pelo alemão Sebastian Vettel, da Red Bull-Renault, com Jarno Trulli em segundo pela Toyota e Lewis Hamilton em terceiro pela McLaren-Mercedes.

## Resumo
- Décimo primeiro e último pódio de Jarno Trulli na Fórmula 1 e de um piloto italiano que só retornaria em 2025 com Andrea Kimi Antonelli no Grande Prêmio do Canadá.
- Também foi o décimo terceiro e último pódio da Toyota Racing na Fórmula 1.
- Timo Glock não largou porque sofreu um grave acidente durante os treinos.

## Classificação da prova
Carros com KERS estão marcados com "‡"

### Treinos classificatórios
| Pos.   | Nº | Piloto               | Equipe               | Q1         | Q2         | Q3         | Grid | Notas      |
| ------ | -- | -------------------- | -------------------- | ---------- | ---------- | ---------- | ---- | ---------- |
| 1      | 15 | Sebastian Vettel     | Red Bull-Renault     | 1:30.883   | 1:30.341   | 1:32.160   | 1    |            |
| 2      | 9  | Jarno Trulli         | Toyota               | 1:31.063   | 1:30.737   | 1:32.220   | 2    |            |
| 3      | 1‡ | Lewis Hamilton       | McLaren-Mercedes     | 1:30.917   | 1:30.627   | 1:32.395   | 3    |            |
| 4      | 20 | Adrian Sutil         | Force India-Mercedes | 1:31.386   | 1:31.222   | 1:32.466   | 8    | [ nota 2 ] |
| 5      | 23 | Rubens Barrichello   | Brawn-Mercedes       | 1:31.272   | 1:31.055   | 1:32.660   | 6    | [ nota 2 ] |
| 6      | 6  | Nick Heidfeld        | BMW Sauber           | 1:31.501   | 1:31.260   | 1:32.945   | 4    |            |
| 7      | 22 | Jenson Button        | Brawn-Mercedes       | 1:31.041   | 1:30.880   | 1:32.962   | 10   | [ nota 2 ] |
| 8      | 4‡ | Kimi Räikkönen       | Ferrari              | 1:31.288   | 1:31.052   | 1:32.980   | 5    |            |
| 9      | 2‡ | Heikki Kovalainen    | McLaren-Mercedes     | 1:31.499   | 1:31.223   | [ nota 3 ] | 11   |            |
| 10     | 12 | Sébastien Buemi      | Toro Rosso-Ferrari   | 1:31.196   | 1:31.103   | [ nota 4 ] | 13   |            |
| 11     | 16 | Nico Rosberg         | Williams-Toyota      | 1:31.286   | 1:31.482   |            | 7    |            |
| 12     | 7  | Fernando Alonso      | Renault              | 1:31.401   | 1:31.638   |            | 16   | [ nota 2 ] |
| 13     | 5  | Robert Kubica        | BMW Sauber           | 1:31.417   | 1:32.341   |            | 9    |            |
| 14     | 10 | Timo Glock           | Toyota               | 1:31.550   | [ nota 5 ] |            | 20   |            |
| 15     | 11 | Jaime Alguersuari    | Toro Rosso-Ferrari   | 1:31.571   | [ nota 6 ] |            | 12   |            |
| 16     | 3‡ | Giancarlo Fisichella | Ferrari              | 1:31.704   |            |            | 14   |            |
| 17     | 17 | Kazuki Nakajima      | Williams-Toyota      | 1:31.718   |            |            | 15   |            |
| 18     | 8  | Romain Grosjean      | Renault              | 1:32.073   |            |            | 17   |            |
| 19     | 21 | Vitantonio Liuzzi    | Force India-Mercedes | 1:32.087   |            |            | 18   | [ nota 7 ] |
| 20     | 14 | Mark Webber          | Red Bull-Renault     | [ nota 8 ] |            |            | 19   |            |
| Fonte: |    |                      |                      |            |            |            |      |            |

### Corrida
| Pos.   | Nº | Piloto               | Construtor           | Voltas | Tempo/Diferença  | Grid | Pontos     |
| ------ | -- | -------------------- | -------------------- | ------ | ---------------- | ---- | ---------- |
| 1      | 15 | Sebastian Vettel     | Red Bull-Renault     | 53     | 1:28:20.443      | 1    | 10         |
| 2      | 9  | Jarno Trulli         | Toyota               | 53     | + 4.877          | 2    | 8          |
| 3      | 1‡ | Lewis Hamilton       | McLaren-Mercedes     | 53     | + 6.472          | 3    | 6          |
| 4      | 4‡ | Kimi Räikkönen       | Ferrari              | 53     | + 7.940          | 5    | 5          |
| 5      | 16 | Nico Rosberg         | Williams-Toyota      | 53     | + 8.793          | 7    | 4          |
| 6      | 6  | Nick Heidfeld        | BMW Sauber           | 53     | + 9.509          | 4    | 3          |
| 7      | 23 | Rubens Barrichello   | Brawn-Mercedes       | 53     | + 10.641         | 6    | 2          |
| 8      | 22 | Jenson Button        | Brawn-Mercedes       | 53     | + 11.474         | 10   | 1          |
| 9      | 5  | Robert Kubica        | BMW Sauber           | 53     | + 11.777         | 9    |            |
| 10     | 7  | Fernando Alonso      | Renault              | 53     | + 13.065         | 16   |            |
| 11     | 2‡ | Heikki Kovalainen    | McLaren-Mercedes     | 53     | + 13.735         | 11   |            |
| 12     | 3‡ | Giancarlo Fisichella | Ferrari              | 53     | + 14.596         | 14   |            |
| 13     | 20 | Adrian Sutil         | Force India-Mercedes | 53     | + 14.959         | 8    |            |
| 14     | 21 | Vitantonio Liuzzi    | Force India-Mercedes | 53     | + 15.734         | 18   |            |
| 15     | 17 | Kazuki Nakajima      | Williams-Toyota      | 53     | + 17.973         | 15   |            |
| 16     | 8  | Romain Grosjean      | Renault              | 52     | + 1 volta        | 17   |            |
| 17     | 14 | Mark Webber          | Red Bull-Renault     | 51     | + 2 voltas       | 19   |            |
| Ret    | 11 | Jaime Alguersuari    | Toro Rosso-Ferrari   | 43     | Rodou            | 12   |            |
| Ret    | 12 | Sébastien Buemi      | Toro Rosso-Ferrari   | 11     | Embreagem        | 13   |            |
| DNS    | 10 | Timo Glock           | Toyota               | 0      | Piloto machucado | 20   | [ nota 5 ] |
| Fonte: |    |                      |                      |        |                  |      |            |

## Tabela do campeonato após a corrida
| Pos.   | Piloto             | Pontos |
| ------ | ------------------ | ------ |
| 1      | Jenson Button      | 85     |
| 2      | Rubens Barrichello | 71     |
| 3      | Sebastian Vettel   | 69     |
| 4      | Mark Webber        | 51,5   |
| 5      | Kimi Räikkönen     | 45     |
| Fonte: |                    |        |

| Pos.   | Construtor       | Pontos |
| ------ | ---------------- | ------ |
| 1      | Brawn-Mercedes   | 156    |
| 2      | Red Bull-Renault | 120,5  |
| 3      | Ferrari          | 67     |
| 4      | McLaren-Mercedes | 65     |
| 5      | Toyota           | 54,5   |
| Fonte: |                  |        |

- Nota: Somente as primeiras cinco posições estão listadas.